# (7749) Jackschmitt
(7749) Jackschmitt ist ein Asteroid des mittleren Hauptgürtels, der von dem US-amerikanischen Astronomenpaar Carolyn Shoemaker und Eugene Shoemaker am 12. Mai 1988 am Palomar-Observatorium  (IAU-Code 675) auf dem Gipfel des Palomar Mountain etwa 80 Kilometer nordöstlich von San Diego entdeckt wurde.
Der Asteroid wurde am 8. August 1998 nach dem US-amerikanischen Astronauten, Geologen und Politiker Harrison Schmitt (* 1935) benannt, der bis heute der letzte Mensch ist, der den Mond betreten hat.